# Colonsay
Colonsay (schottisch-gälisch: Colbhasa) ist eine Insel der Inneren Hebriden in Schottland. Sie liegt etwa 15 Meilen südlich der Isle of Mull. 2011 lebten 124 Personen auf Colonsay. Colonsay ist seit 7000 v. Chr. (Mesolithikum) besiedelt. Hauptort ist Scalasaig an der Ostküste mit Fährhafen, erreichbar nach zweieinhalb Stunden Fährfahrt von Oban aus.

## Geschichte

### Mesolithikum (7000–3800 v. Chr.)
Die früheste Besiedlung der anfangs konstant miteinander verbundenen Inseln Colonsay und Oronsay erfolgt circa 7000 v. Chr. durch die Ankunft von Jägern. Die zwischen 1879 und 1884 erfolgten Ausgrabungen mehrerer Kökkenmöddinger erbrachte neben Muschelmaterial Knochen- und Steinwerkzeuge. Die Kökkenmöddinger hatten Durchmesser von 25 und 30 Metern und waren 2,5 und 3,5 Meter hoch. Die Ablagerungen bestehen überwiegend aus den Schalen der Napfschnecke (Patella vulgata) und Treibsand. Oronsay wurde in der jüngsten Vergangenheit ausgiebiger erforscht. Die Daten zeigen eine intensive Ausbeutung der Inselressourcen von der Mitte des 5. bis zur Mitte des 4. Jahrtausends v. Chr. Die Ausgrabungen zeigen entweder Ansammlungen von intakten Muschelschalen oder vorwiegend fragmentierte Schalen vermischt mit Siedlungsabfall. Durch die moderne Grabungstechnik wurden auch Fischreste entdeckt, vor allem Seelachs.

### Neolithikum (3800–2000 v. Chr.)

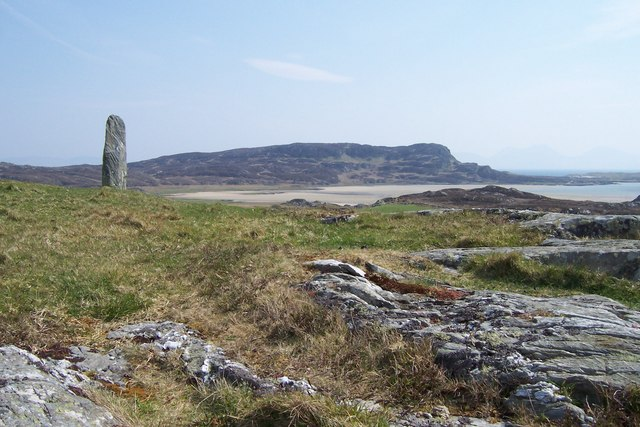
Garvard Stone

Im frühen 4. Jahrtausend v. Chr. kam es zu einer Besiedlung auf der Grundlage der Landwirtschaft. Auf Colonsay und Oronsay sind zwar noch keine Siedlungen oder große Bestattungsbauten aus der neolithischen Periode gefunden worden. Ein paar Lesefunde wie Beile und lorbeerblattförmige Pfeilspitzen aus Feuerstein und ein Menhir sind jedoch Beleg für die Anwesenheit jungsteinzeitlicher Populationen.

### Bronzezeit (2500–600 v. Chr.)
Ab dem 3. Jahrtausend v. Chr. bis zur Mitte des ersten Jahrtausends v. Chr. werden Cairns, Steinkisten und Feld-Systeme angelegt. Die älteren Ausgrabungen sind unvollkommen publiziert und der Großteil der Funde ging verloren. Zwei der Grabhügel enthielten vermutlich zentrale Steinkisten. Einige stehen im Zusammenhang mit einer spätbronzezeitlichen, vielleicht sogar noch jüngeren Gruppe. Der in einer Steinkiste gefundene verzierte Stein konnte nicht datiert werden. Neben Menhiren gibt es Cup-Markierungen am Eingang der Höhle von Uamh na Mine an der Kiloran Bay.
Die Inseln besitzen eine Anzahl schwierig zu datierender Rundhausgrundrisse und Feld-Systeme. Die meisten von ihnen stehen im Zusammenhang mit bronzezeitlichen Siedlungen. Einige können auch zu früheren oder späteren Epochen gehören. Die freistehenden Rundhütten haben Innendurchmesser zwischen fünf und acht Metern; zahlreiche fanden sich im Hochland. Ihre zumeist aus Erde und Stein bestehenden Wände sind zwischen 1,5 Meter und 2,5 Meter dick. Die Mehrheit sind einfache Rotunden, aber mehrere zeigen Ausbuchtungen, die an die jüngeren Kuppelbauten der Hebriden erinnern. Kein Feldsystem hat in seiner Gesamtheit überlebt. Es gibt aber umfangreiche Fragmente. Die kleineren Parzellen dienten offenbar der Landwirtschaft, während die Gehege im Zusammenhang mit der Viehhaltung stehen.

### Eisenzeit (600 v. Chr. – 400 n. Chr.)
Die eisenzeitlichen Anlagen auf Colonsay und Oronsay gehören in die Kategorien Befestigung und Dun. Obwohl die Kategorien durch die archäologische Tradition geteilt sind, bestehen keine kulturellen oder funktionalen Unterschiede. Die Denkmäler Schottlands wurden in den atlantischen Kontext gestellt und dem Zeitraum zwischen dem 1. Jahrtausend v. Chr. und den ersten fünf Jahrhunderten n. Chr. zugeordnet. Die Erbauer gehörten zu einer Gruppe, die in klassischen Quellen als Ebudae oder Ebudes bezeichnet wird. Ein loser Kontakt der Gesellschaften mit den romanisierten Provinzen im Süden kann über einzelne Keramikfunde hergestellt werden. 
Colonsay hat im Vergleich mit Gebieten ähnlicher Größe in Argyll eine hohe Dichte. Es gibt acht befestigte Plätze auf Colonsay und einen auf Oronsay. Dùn Cholla, Dùn Domhnuill, Dùn Eibhinn, Dùn Galláin und Dùn Meadhonach sind bzw. waren große Anlagen mit massiven Mauern, während Dun Uragaig und Meall Lamalum kleiner sind. Ihre Funktion ist schwierig einzuschätzen sind, da Anlagen dieser Art noch nicht ausgegraben wurden. Es ist aber fraglich, ob diese Strukturen in gleicher Weise funktioniert haben wie die größeren. Mehr symbolisch trennt ein niedriger Wall das steil abfallende Vorgebirge von Dun Tealtaig ab und bildet ein Promontory Fort. Mehrere Duns enthalten runde oder unregelmäßig geformte Hausfundamente. Ein im Dun Domhnuill in den anstehenden Fels geschnittenes Becken hat sein Gegenstück in der frühhistorischen Festung Dunadd. Dort wird es mit der Weihe der Mitglieder der Dynastie von Dalriada verbunden.

### Frühchristliche Periode
Bis zur Mitte des ersten Jahrtausends n. Chr. kamen Siedler aus dem County Antrim in Irland nach Colonsay und Oronsay. Die als Scotti bekannten Clans gründeten beiderseits der Irischen See das Königreich Dalriada. Die überlebenden archäologischen Nachweise stehen im Zusammenhang mit den Aktivitäten der frühchristlichen Kirche. Das bemerkenswerteste Objekt ist das Kreuz von Riasg Buidhe. Cross Slabs in einer Beisetzung an der Kiloran Bay deutet christlichen Einfluss auf die Norse Siedler im letzten Viertel des 9. Jahrhunderts an.

### Wikingerzeit
Die frühesten Hinweise auf die Präsenz der Wikinger rund um die Inseln stammen aus den letzten Jahrzehnten des 8. Jahrhunderts, wo sie als Plünderer von Klöstern erscheinen. Auf Colonsay und Oronsay wird ihre Präsenz vom frühen 9. bis zum 10. Jahrhundert durch typische Grabformen und Beigaben angezeigt. Es gibt lange, (in Machrins) und die kurze, von einem Boot bedeckte Steinkisten (an der Kiloran Bay). Die ovale Brosche aus dem Grab von Cam a’ Bharraich gehört zu den ältesten Beispielen von in Schottland gefundenem Wikingermaterial. Die Größe und Anzahl der skandinavischen Siedlungen sind schwer zu beurteilen. Altnordische Namen finden sich auf beiden Inseln. Die zu etwa gleichen Teilen aus Männer- und Frauengräbern bestehenden Bestattungen deuten auf eine permanente Besiedlung. Colonsay und Oronsay waren bis zum 13. Jahrhundert Teil des „Kingdom of Mann and the Isles“ (1079–1266).

### Mittelalter

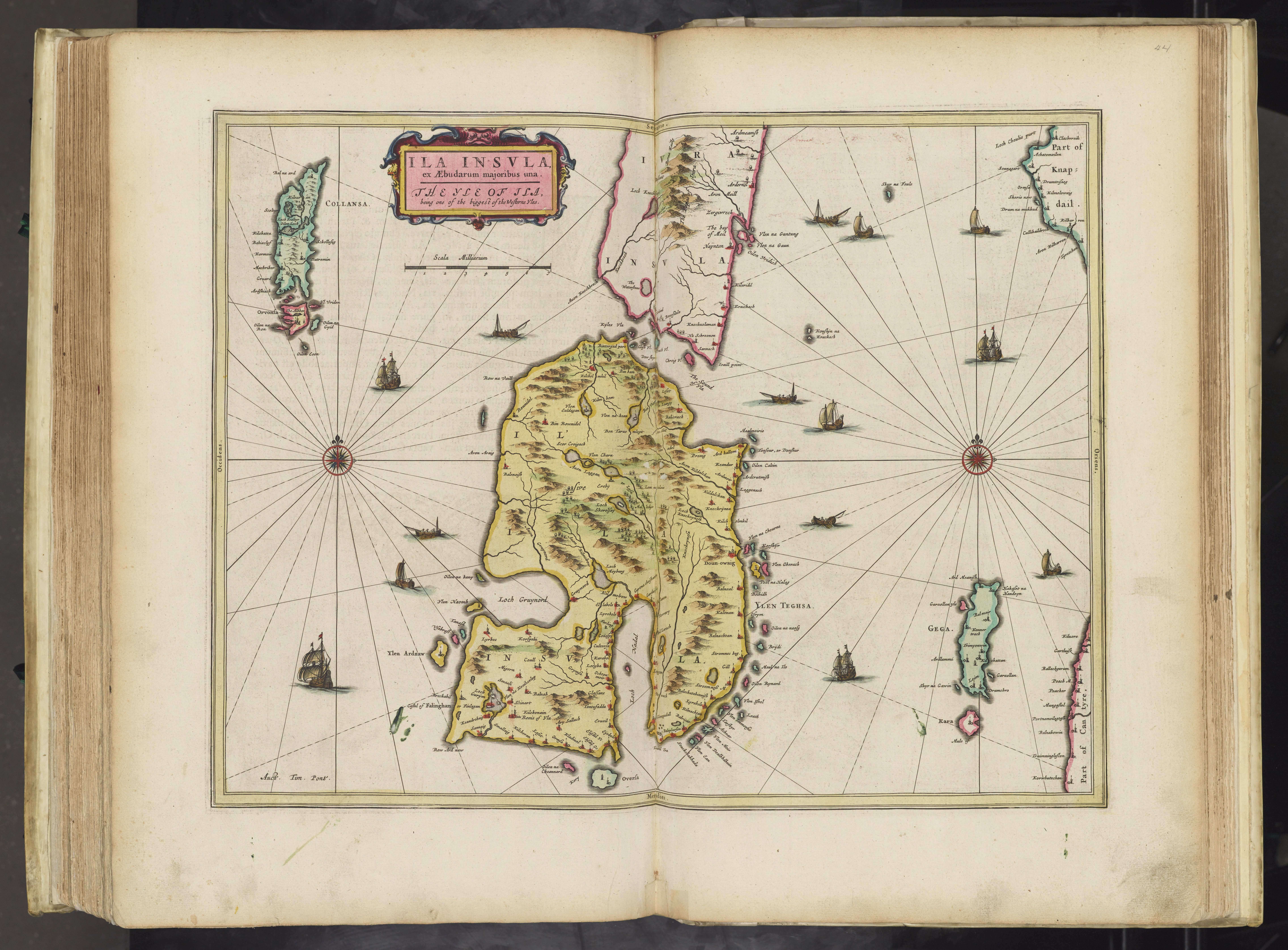
Historische Karte von Islay (ILA INSVLA) mit Nachbarinseln, darunter Colonsay (COLLANSA)

Während des Mittelalters liegen die Inseln im Herrschaftsbereich der MacDonalds. Die MacDuffies oder MacFies erhielten die Inseln von der Krone im Jahre 1493, nach dem Aussterben der MacDonalds. Malcolm MacDuffie’s Name, mit dem Titel Lord of Dunevin auf Colonsay, findet sich auf einem Grabstein des frühen 16. Jahrhunderts auf Iona. Im 17. Jahrhundert wurden die Inseln Teil der Grafschaft Argyll. 1701 verkaufte sie der 10. Earl von Argyll an die McNeill, die sie über verschiedenen Zweige der Familie bis zum Jahre 1904 besaßen.

## Neuzeit
Im Jahr 1901 wurden auf der Insel noch 322 Einwohner gezählt.

## Fauna und Flora
Colonsay ist in Verbindung mit Oronsay seit 2014 ein Reservat für die Dunkle Europäische Biene, auch, weil hier weder Bienenkrankheiten wie Nosemose oder Faulbrut noch die Varroamilbe vorkommen. Die Haltung anderer Bienenrassen ist gesetzlich verboten, um die Reinrassigkeit zu schützen.